# Стрељаштво на Летњим олимпијским играма 1900 — пиштољ брза паљба за мушкарце
Дисцилина пиштољ брза паљба са раздаљине од 25 метара била је једна од девет дисциплина у стрељаштву на Олимпијским играма 1900. у Паризу.
Такмичење је одржано између 1. и 4. августа 1900. Учествовало је 6 такмичара из 2 земље. 

## Земље учеснице
- Француска(5)
- Швајцарска {1}

## Освајачи медаља
| Злато                | Сребро              | Бронза              |
| Морис Лару Француска | Леон Моро Француска | Ежен Балм Француска |

## Резултати
| Место  | Стрелац     | Земља      | Резултат |
| ------ | ----------- | ---------- | -------- |
| Злато  | Морис Лару  | Француска  | 58       |
| Сребро | Леон Моро   | Француска  | 57       |
| Бронза | Ежен Балм   | Француска  | 57       |
| 4      | Пол Моро    | Француска  | 57       |
| 5      | Паул Пробст | Швајцарска | 57       |
| 6      | Жозеф Лабе  | Француска  | 57       |